# Antonio Busca
Antonio Busca (Milano, 1625 – Milano, 1686) è stato un pittore italiano del periodo barocco, attivo principalmente in Lombardia.

## Biografia
Nato a Milano, si formò artisticamente sotto la guida di Carlo Francesco Nuvolone e collaborò con Ercole Procaccini nella sua città natale e a Torino. Durante il 1648-1649, sotto la guida di Procaccini, Busca si occupò di affrescare la Cappella del Crocifisso nella chiesa di San Marco a Milano, assieme a Johann Christoph Storer, a Il Moncalvo e a Luigi Pellegrini Scaramuccia.
Nel 1650-1651 viaggiò sino a Roma per lavorare con Giovanni Ghisolfi abbandonando alcuni dei suoi lavori a Sacro Monte di Orta. Rientrato a Milano fu chiamato a dirigere la sezione di pittura dell'Accademia ambrosiana. 
Nel1670 affrescava, al Sacro Monte di Varese, la decima cappella, con la Crocefissione, e il complesso ciclo di affreschi nell'oratorio delle beate Giuliana e Caterina nel Santuario di Santa Maria del Monte (Varese).

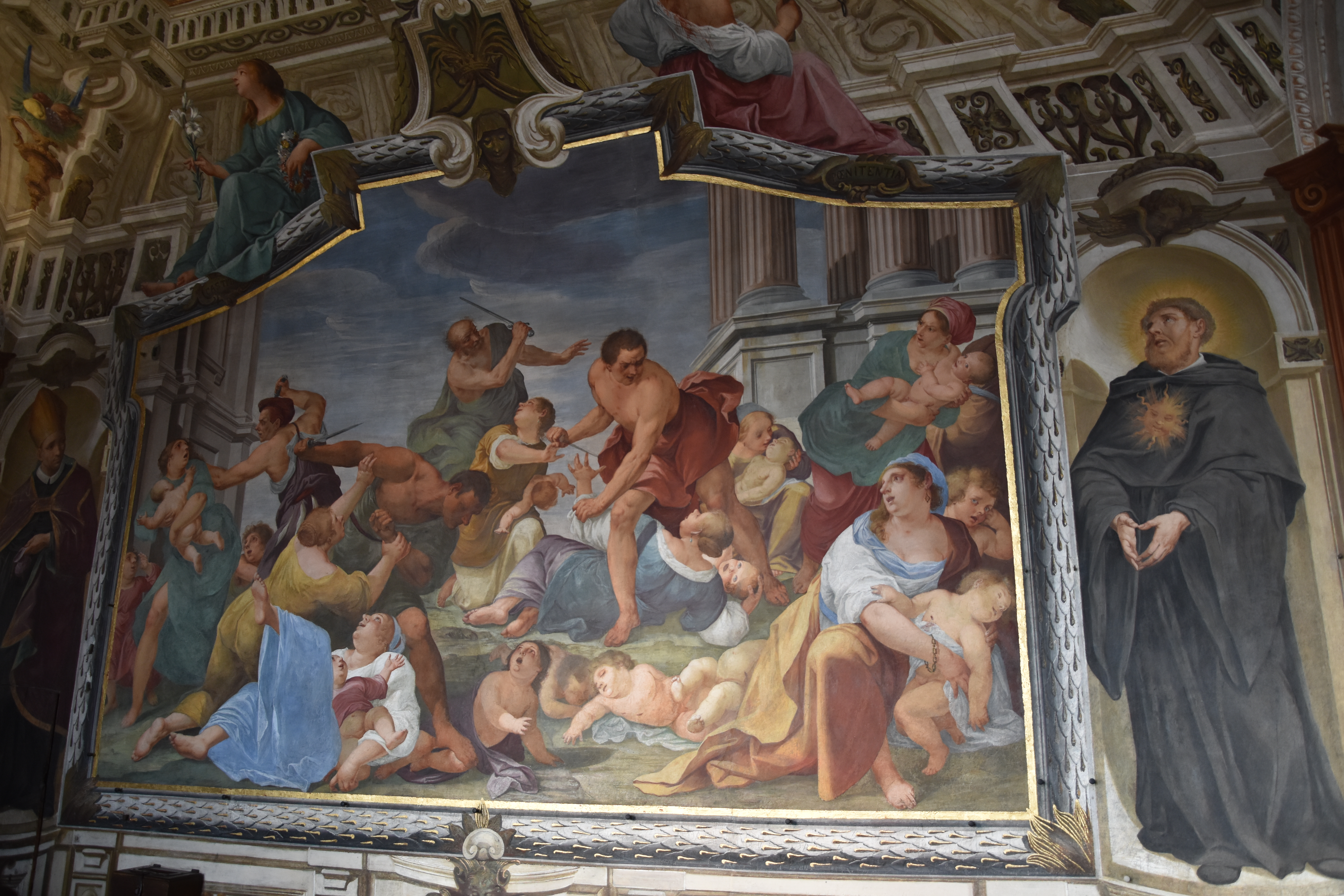
Santuario di Santa Maria del Monte (Varese)

A causa dei problemi di gotta, non riuscì mai a dedicarsi con vigore ad un solo progetto lasciando così molte opere incompiute.

## Opere[1]
- Apparizione della Vergine a s. Felice in S. Nicolao d'Orta, 1640
- apparati decorativi per l'ingresso in Milano di Maria Anna d'Austria
- affreschi con Storie di s. Siro, nella cappella del santo nella certosa di Pavia, 1664[2]
- volta della Madonnina in Prato a Varese, 1666
- affreschi con Profeti e angeli, cappella Arese in San Vittore al Corpo, 1669
- affreschi e la pala con la Madonna e santi della chiesa di S. Pietro Martire a Seveso
- decima cappella, Sacro Monte di Varese, Crocefissione
- ciclo di affreschi nell'oratorio delle beate Giuliana e Caterina, Santuario di Santa Maria del Monte (Varese), 1670
- Tributo e Innalzamento della Croce in S. Marco a Milano
- ciclo di affreschi con la Gloria di s. Francesco nella XX cappella del Sacro Monte di Orta
- Viatico a s. Filippo nella Pinacoteca Ambrosiana
- S.Domenico nella certosa di Pavia
- affreschi fingenti statue nella galleria del Palazzo Arese Borromeo a Cesano Maderno
- affreschi con Profeti e angeli nella parrocchiale di Vimercate, cappella del Cristo portacroce

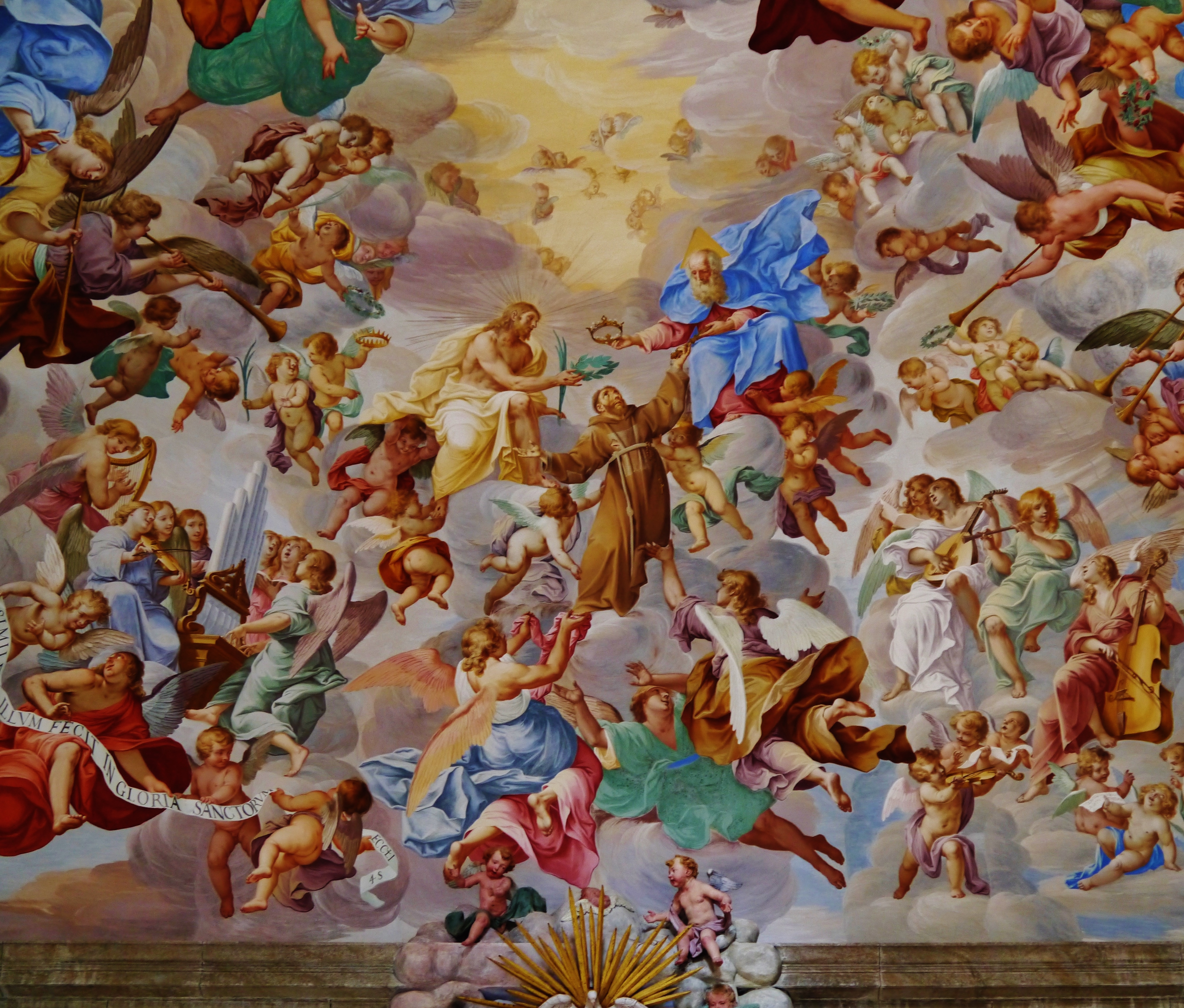
Gloria di s. Francesco nella XX cappella del Sacro Monte di Orta
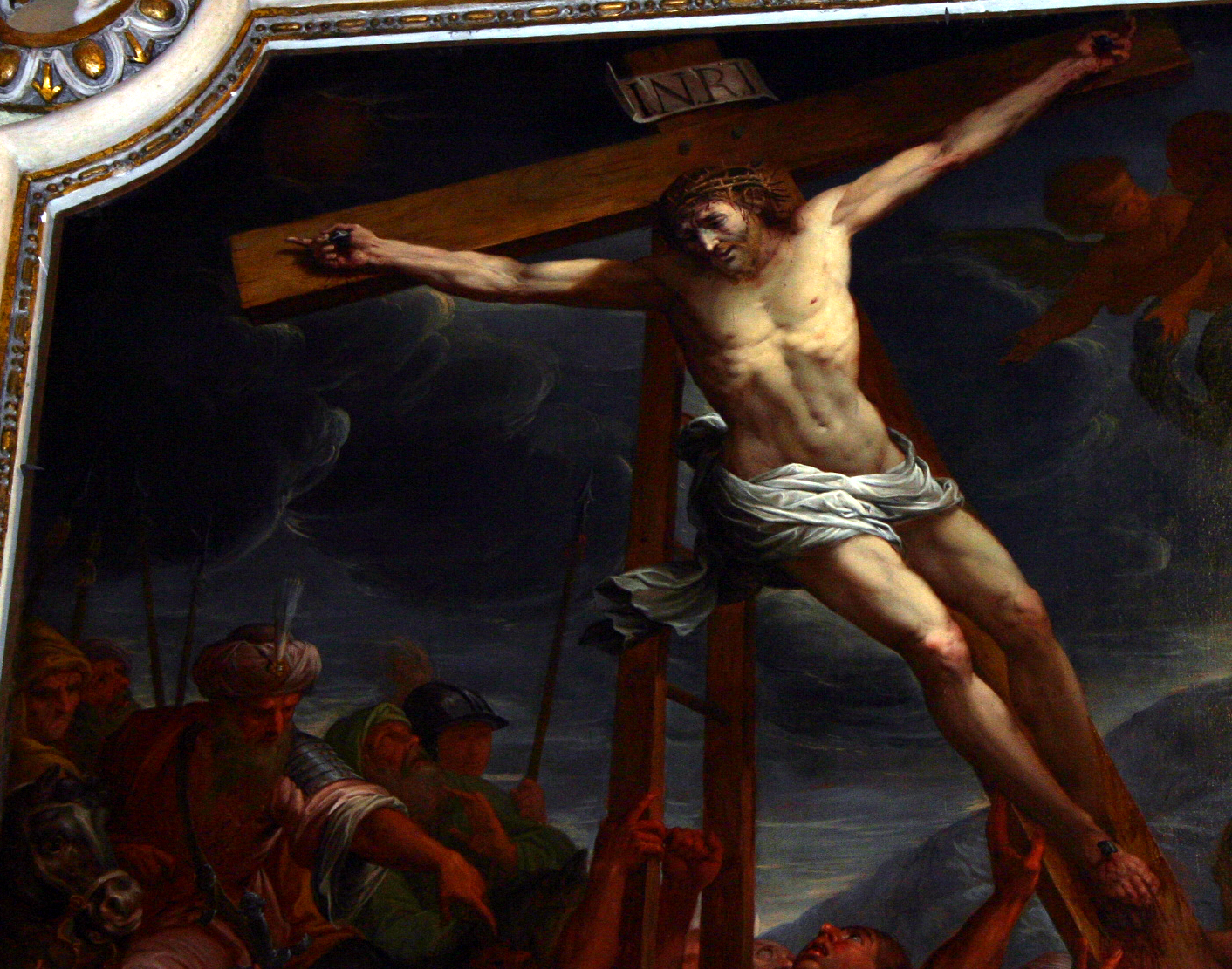
Milano - San Marco, Crocifissione
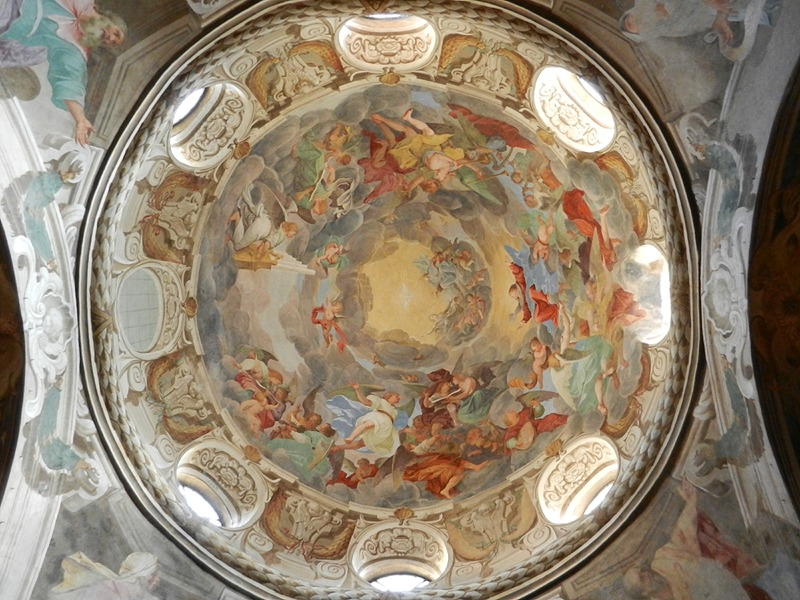
volta della Madonnina in Prato a Varese

## note
1. ↑   BUSCA, Antonio - Enciclopedia, su Treccani. URL consultato il 14 marzo 2025.
2. ↑  (EN) San Pietro cresima San Siro (parete frontale) dipinto murale 1664 -, su catalogo.beniculturali.it. URL consultato il 14 marzo 2025.